# Aeropuerto Guaymaral
Aeropuerto Guaymaral Flaminio Suárez Camacho (IATA: GYM, OACI: SKGY) es un aeródromo secundario de la ciudad de Bogotá, Colombia, localizado al norte en la localidad de Suba de la ciudad y limita con el municipio de Chía. El aeropuerto maneja principalmente la aviación general de la capital del país categoría A y B únicamente (debido a la restricción que tiene el Aeropuerto Internacional El Dorado para aeronaves monomotores), y opera bajo las reglas de vuelo visual VFR únicamente. Es la base para aviones privados y comerciales, además de ser la base para las escuelas de formación de pilotos como Aeroandes, Adevia y el Aeroclub de Colombia.
También funciona como la base antinarcóticos de la Policía Nacional de Colombia donde se encuentran basados los helicópteros UH-60 y Bell 212. Allí mismo se encuentran las bases de AvioCharter y AvioPartes, Aeroclub de Colombia, Aeroandes, Llanera de Aviación, Mantenimiento Aéreo Integral, Sicher Helicopters, y, más recientemente de Helistar de Aviación. El reabastecimiento de combustible es proporcionado por Globe Air Fuel y Energizar Aviación, con tipo JET A-1 y 100/130 para los distintos tipos de aeronaves que operan en este aeródromo. Los días domingos es común encontrar planeadores y ultralivianos en esta zona de Bogotá que operan en los alrededores del ATZ del aeropuerto y/o en sus zonas de entrenamiento.
La baliza no direccional Romeo (Ident: R) se encuentra a 8,5 millas náuticas (16 km) al sursudoeste del aeropuerto. El VOR-DME de Zipaquirá (Ident: ZIP) se ubica a 13.2 millas náuticas (24 km) al norte-noreste del aeropuerto, y el VOR-DME de Bogotá (Ident: BOG) se ubica a 15.7 millas náuticas (29 km) al oeste del Aeropuerto de Guaymaral.

## Destinos
- Medellín Satena (Servicio Aerotaxi)
- Bogotá

## Estadísticas
Ver fuente y consulta Wikidata.

## Helicópteros
- UH-60M
- Mi-17
- Bell 206
- Bell 212
- Ecureuil AS-350B
- MBB BO-105
- Hughes 500
- Bell 412

## Aeronaves Ala Fija
- Piper Seneca
- Piper Navajo
- Piper Cheyenne
- Piper Cherokee (Aeronaves de Escuela)
- Cessna 152, 172 (Aeronaves de Escuela)
- Cessna 182
- Cessna 340, 414, 421
- Turbocommander 690A, 840, 1000
- King Air C90, K200, K300
- Beechcraft Premier I
- Hawker 400A
- Citation CJ1, CJ2, CJ3 (Operados con peso inferior por restricciones de la pista)

## Planeadores y ultralivianos
- Grob G 103 TWIN II
- GROB G 102 CLUB ASTIR IIIb
- Acro Sport II
- MXP-150 Aircraft